# Пори року (таємна організація)
«По́ри ро́ку» (1838—1839 рр.) — таємне заколотницьке товариство, створене з ініціативи Л.-О. Бланкі під впливом поширення його утопічно-комуністичних поглядів як результат невдоволення засиллям фінансової олігархії Луї-Філіппа Орлеанського, Липневого монархічного режиму. У 1839 р. його члени спробували підняти повстання в Парижі, але товариство було викрите, а Бланкі кинуто на довічну каторгу. Спроба бланкістів залучити на свій бік народні маси не виправдалася, вони зазнали поразки. Висунули ідею проведення реформ. Загалом, відбулося збагачення досвіду антимонархічної боротьби.